# 盧氏半桿脂鯉
盧氏半桿脂鯉又名盧氏單杆脂鯉（学名： or ）為複齒脂鯉科單杆脂鯉屬的一種熱帶淡水魚，分布於非洲剛果河中央流域，體長可達4.6公分，棲息在底中層水域，生活習性不明。

## 扩展阅读
維基物種上的相關：盧氏半桿脂鯉